# カロリナ・スプレム
カロリナ・スプレム（Karolina Šprem, 1984年10月25日 - ）は、クロアチア・ヴァラジュディン出身の女子プロテニス選手。WTAツアーでシングルス・ダブルスとも優勝はないが、シングルスで準優勝が3度ある。自己最高ランキングはシングルス17位、ダブルス181位。右利き、バックハンド・ストロークは両手打ち。身長174cm、体重61kg。

## 来歴
スプレムは9歳でテニスを始め、2001年に17歳でプロに転向した。2003年5月のストラスブール国際で予選から勝ち上がり決勝に進出しシルビア・ファリナ・エリアに 3–6, 6–4, 4–6 で敗れて準優勝となった。続くウィーン大会でも予選から勝ち上がって決勝に進出しパオラ・スアレスに 6–7(0), 6–2, 4–6 で敗れ2大会連続で準優勝している。
4大大会は2003年ウィンブルドン選手権で初出場。1回戦でイベタ・ベネソバを 6-2, 7-6(6) で破り初戦を突破し2回戦で森上亜希子に 3–6, 3–6 で敗れている。
スプレムは2004年ウィンブルドン選手権2回戦で第3シードのビーナス・ウィリアムズを 7–6(5), 7–6(6) で破る殊勲を挙げた。3回戦で第22シードのメガン・ショーネシー、4回戦で第21シードのマグダレナ・マレーバを破りノーシードからベスト8に進出した。準々決勝ではリンゼイ・ダベンポートに 2–6, 2–6 で敗れた。アテネ五輪にも出場し、シングルスは3回戦で杉山愛に 6–7(6), 1–6 、エレナ・コスタニッチと組んだダブルスも2回戦で杉山愛&浅越しのぶ組に 3–6, 5–7 で敗れている。
スプレムは2001年から2006年までの6年連続でフェドカップにクロアチア代表として出場した。2007年5月のBNLイタリア国際のシングルス2回戦でカテリナ・ボンダレンコに敗れた試合を最後に右肘の手術を受け10カ月間ツアーから離れた。2008年3月から復帰したが、好成績を挙げることが少なくなり4大大会でも2回戦を超えられず、シングルス・ダブルスともWTAツアーのタイトルを獲得することは出来なかった。
スプレムは2011年4月のエストリル・オープン予選1回戦でヘザー・ワトソンとの試合を途中棄権した試合が最後の出場となった。
2012年7月にキプロスのテニス選手マルコス・バグダティスと結婚した。10月に第1子の長女を出産した。

## WTAツアー決勝進出結果

### シングルス: 3回 (0勝3敗)
| 大会グレード         |
| -------------------- |
| グランドスラム (0–0) |
| ティア I (0–0)       |
| ティア II (0–0)      |
| ティア III (0–3)     |
| ティア IV & V (0–0)  |

| 結果   | No. | 決勝日        | 大会           | サーフェス        | 対戦相手                   | スコア           |
| ------ | --- | ------------- | -------------- | ----------------- | -------------------------- | ---------------- |
| 準優勝 | 1.  | 2003年5月24日 | ストラスブール | クレー            | シルビア・ファリナ・エリア | 3–6, 6–4, 4–6    |
| 準優勝 | 2.  | 2003年6月14日 | ウィーン       | クレー            | パオラ・スアレス           | 6–7(0), 6–2, 4–6 |
| 準優勝 | 3.  | 2005年9月25日 | コルカタ       | カーペット (室内) | アナスタシア・ミスキナ     | 2–6, 2–6         |

## 4大大会シングルス成績
略語の説明
| W | F | SF | QF | #R | RR | Q# | LQ | A | Z# | PO | G | S | B | NMS | P | NH |

W=優勝, F=準優勝, SF=ベスト4, QF=ベスト8, #R=#回戦敗退, RR=ラウンドロビン敗退, Q#=予選#回戦敗退, LQ=予選敗退, A=大会不参加, Z#=デビスカップ/BJKカップ地域ゾーン, PO=デビスカップ/BJKカッププレーオフ, G=オリンピック金メダル, S=オリンピック銀メダル, B=オリンピック銅メダル, NMS=マスターズシリーズから降格, P=開催延期, NH=開催なし.
| 大会           | 2003 | 2004 | 2005 | 2006 | 2007 | 2008 | 2009 | 2010 | 2011 | 通算成績 |
| -------------- | ---- | ---- | ---- | ---- | ---- | ---- | ---- | ---- | ---- | -------- |
| 全豪オープン   | A    | 1R   | 4R   | 2R   | 1R   | A    | 1R   | 2R   | 1R   | 5–7      |
| 全仏オープン   | A    | 1R   | 2R   | 3R   | A    | 1R   | 1R   | 1R   | A    | 3–6      |
| ウィンブルドン | 2R   | QF   | 1R   | 3R   | A    | A    | 1R   | 2R   | A    | 8–6      |
| 全米オープン   | 1R   | 1R   | 1R   | 1R   | A    | 1R   | LQ   | 1R   | A    | 0–6      |